# Центр інерції
Це́нтр іне́рції або центр мас системи матеріальних точок масою {\displaystyle m_{i}} із радіус-векторами {\displaystyle \mathbf {r} _{i}} визначається як
{\displaystyle \mathbf {r} _{c}={\frac {\sum _{i}m_{i}\mathbf {r} _{i}}{\sum _{i}m_{i}}}}.
У випадку суцільного тіла із густиною {\displaystyle \rho (\mathbf {r} )}: 
{\displaystyle \mathbf {r} _{c}={\frac {\int \rho (\mathbf {r} )\mathbf {r} dV}{\int \rho (\mathbf {r} )dV}}}

## Система центра мас
Зручність введення поняття центра інерції в тому, що рівняння руху для нього в багатьох випадках можна відокремити від рівнянь руху складових системи матеріальних точок відносно цього центра. Наприклад, центр руху замкненої системи матеріальних часток рухається в інерційній системі координат рівномірно й прямолінійно. У такому випадку зручно перейти до системи центра мас, тобто зв'язати початок системи координат з центром інерції і розглядати лише відносний рух часток, які входять у систему. 
Схожа ситуація виникає тоді, коли система незамкнена, але сили, які діють на матеріальні точки пропорційні їхнім масам. Таку властивість мають сили тяжіння. У такому випадку центр інерції рухається з прискоренням, яке визначається відношенням сумарної сили до повної маси системи часток. Систему матеріальних часток можна розглядати, як одну матеріальну частку із масою, яка дорівнює сумарній масі усіх часток, розташовану в центрі інерції. 
Рух твердого тіла довільної форми можна розділити на поступальний рух центра мас та обертальний рух відносно цього центра.

## Балансування
В умовах земного тяжіння центр мас тіла збігається із його центром ваги. Тіло складної форми на плоскій поверхні перебуває в рівновазі, якщо лінія, проведена вертикально через центр мас, проходить через площу опори.

## Центри мас плоских однорідних фігур
- У відрізка — середина.
- У багатокутників (як суцільних плоских фігур, так і каркасів):
  - У паралелограма — точка перетину діагоналей.
  - У трикутника — точка перетину медіан.
- У правильного многокутника — центр поворотної симетрії.
- У півкола — точка, що ділить перпендикулярний радіус щодо 4:3π від центра кола.

Координати центра мас однорідної плоскої фігури можна обчислити за формулами (наслідок з теорем Паппа — Гульдіна):
{\displaystyle x_{s}={\frac {V_{y}}{2\pi S}}} і {\displaystyle y_{s}={\frac {V_{x}}{2\pi S}}}, де {\displaystyle V_{x},V_{y}} — обсяг тіла, отриманого обертанням фігури навколо відповідної осі, {\displaystyle S} — площа фігури.

## Центри мас периметрів однорідних фігур
- Центр мас сторін трикутника знаходиться в центрі вписаного кола додаткового трикутника (трикутника з вершинами, розташованими в серединах сторін даного трикутника). Цю точку називають центром Шпикера. Це означає, що якщо сторони трикутника зробити з тонкого дроту однакового перетину, то центр мас (баріцентр) отриманої системи буде збігатися з центром вписаного кола додаткового трикутника або з центром Шпікера.

## У механіці
Поняття центра мас широко використовується у фізиці, зокрема, в механіці.
Рух твердого тіла можна розглядати як суперпозицію руху центра мас і обертального руху тіла навколо його центра мас. Центр мас при цьому рухається так само, як рухалося б тіло з такою ж масою, але нескінченно малими розмірами (матеріальна точка). Останнє означає, зокрема, що для опису цього руху застосовні всі закони Ньютона. У багатьох випадках можна взагалі не враховувати розміри і форму тіла і розглядати тільки рух його центра мас.
Часто буває зручно розглядати рух замкнутої системи в системі відліку, пов'язаної з центром мас. Така система відліку називається системою центра мас (Ц-система), або системою центра інерції. У ній повний імпульс замкнутої системи завжди залишається рівним нулю, що дозволяє спростити рівняння її руху.

### Центр мас в релятивістській механіці
У разі високих швидкостей (близько швидкості світла) (наприклад, у фізиці елементарних частинок) для опису динаміки системи застосовується апарат СТВ. У релятивістській механіці (СТВ) поняття центра мас і системи центра мас також є найважливішими поняттями, однак, визначення поняття змінюється:
{\displaystyle {\vec {r}}_{c}={\frac {\sum \limits _{i}{\vec {r}}_{i}E_{i}}{\sum \limits _{i}E_{i}}},}
де {\displaystyle {\vec {r}}_{c}} — радіус-вектор центра мас, {\displaystyle {\vec {r}}_{i}} — радіус-вектор i-ї частинки системи, {\displaystyle ~E_{i}} — повна енергія i-ї частинки.
Дане визначення відноситься тільки до систем невзаємодіючих частинок. У разі взаємодіючих частинок у визначення повинні в явному вигляді враховуватися імпульс і енергія поля, створюваного частинками.
Щоб уникнути помилок слід розуміти, що в СТВ центр мас характеризується не розподілом маси, а розподілом енергії. У курсі теоретичної фізики Ландау і Ліфшиця перевага віддається терміну «центр інерції». У західній літературі по елементарних частинок застосовується термін «центр мас» (англ. center-of-mass): обидва терміни еквівалентні.
Швидкість центра мас в релятивістській механіці можна знайти за формулою:
{\displaystyle {\vec {v}}_{c}={\frac {c^{2}}{\sum \limits _{i}E_{i}}}\cdot \sum \limits _{i}{\vec {p}}_{i}.}

## Центр ваги
Центр мас тіла не слід плутати з центром тяжіння.
Центром ваги механічної системи називається точка, відносно якої сумарний момент сил ваги (діючих на систему) дорівнює нулю. Наприклад, у системі, що складається з двох однакових мас, з'єднаних незгинним стрижнем, і вміщеній в неоднорідне гравітаційне поле (наприклад, планети), центр мас буде перебувати в середині стрижня, в той час як центр ваги системи буде зміщений до того кінця стрижня, який знаходиться ближче до планети (бо вага маси P = m·g залежить від параметра гравітаційного поля g), і, взагалі кажучи, навіть розташований поза стержня.
В однорідному гравітаційному полі центр ваги завжди збігається з центром мас. У некосмічних завданнях гравітаційне поле зазвичай може вважатися постійним у межах обсягу тіла, тому на практиці ці два центри майже збігаються.
З цієї ж причини поняття центр мас і центр ваги збігаються при використанні цих термінів у геометрії, статиці і тому подібних областях, де застосування його в порівнянні з фізикою можна назвати метафоричним і де неявно передбачається ситуація їх еквівалентності (оскільки реального гравітаційного поля немає, то й облік його неоднорідності не має сенсу). У цих цілях традиційно обидва терміни синонімічні, і нерідко другий надається перевага просто через те, що він старіший.